# Jürgen Nitsche

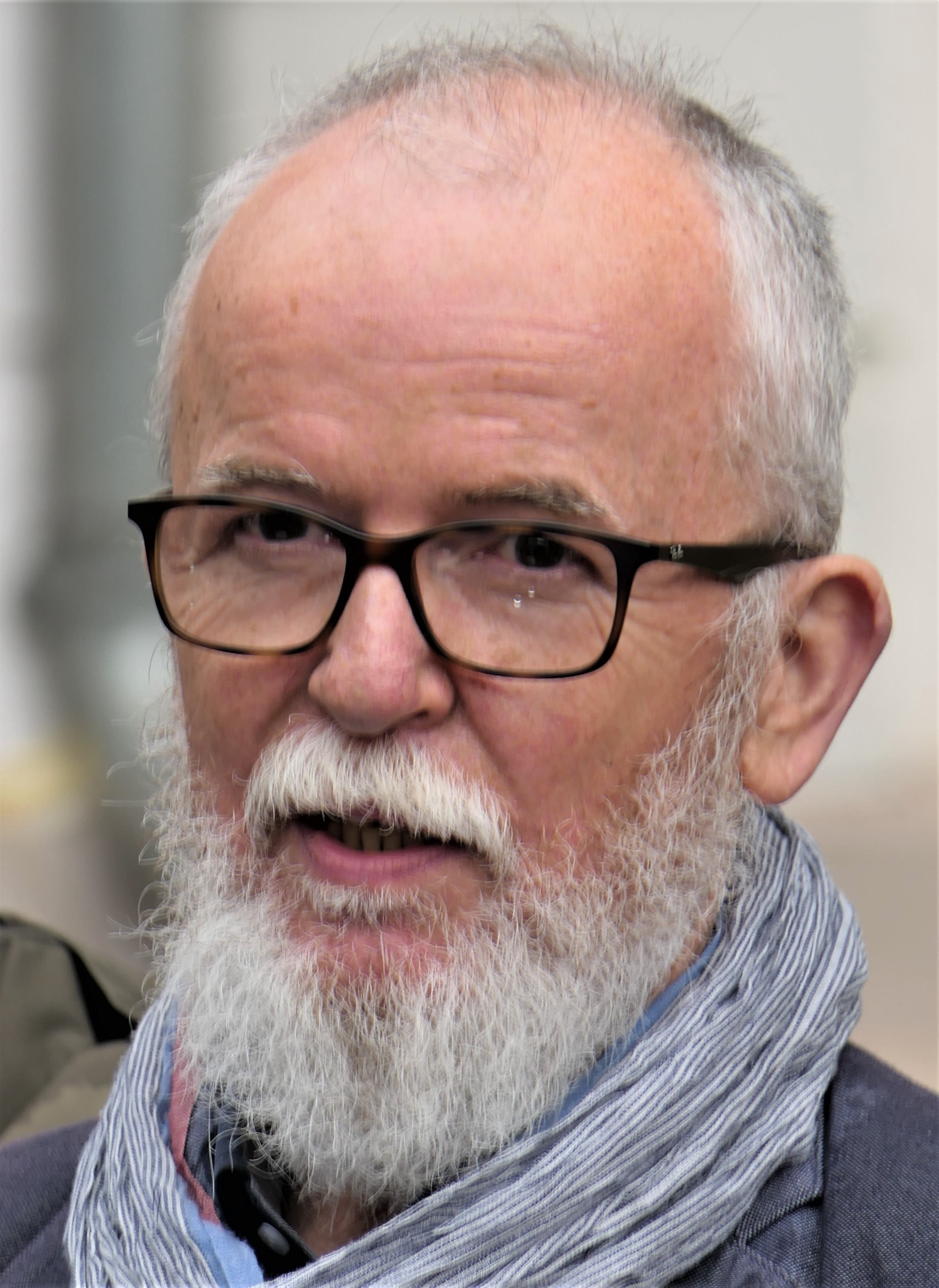
Jürgen Nitsche (2018)

Jürgen Nitsche (* 1958 in Lauenhain) ist ein freier deutscher Historiker, Autor und Kurator. Er lebt in Mittweida und beschäftigt sich besonders mit der Geschichte des Judentums und dem Holocaust.
Jürgen Nitsche studierte von 1976 bis 1981 in Krasnodar mittelalterliche Geschichte. 1985 wurde er an der Friedrich-Schiller-Universität Jena promoviert. Zu seinen Forschungsschwerpunkten gehören das Judentum in Sachsen, die Geschichte jüdischer Gemeinden, die Arbeit an Biografien von Holocaust-Opfern sowie biografische Forschungen zu den Familien von Stefan Heym, Stephan Hermlin und Dieter Noll.
Über zahlreiche Publikationen hinaus tritt er mit wissenschaftlichen Vorträgen und Vorlesungen, als Organisator und Moderator von Gedenkveranstaltungen sowie als Kurator von Ausstellungen in der Öffentlichkeit auf. Nitsche ist seit 2010 Mitglied der Koordinierungsstelle „Stolpersteine für Chemnitz“, Beiratsmitglied des Vereins „Tage der jüdischen Kultur in Chemnitz“ und Gründungsmitglied der Internationalen Stefan-Heym-Gesellschaft. Ferner ist er Mitglied des Kuratoriums der Gedenkstätte Sonnenstein in Pirna.
Die Stadt Chemnitz verlieh ihm 2017 einen von fünf Stefan-Heym-Förderpreisen. Im Auftrag des Bürgermeisteramtes koordiniert und moderiert er nahezu jährlich im Rahmen der Holocaust-Gedenkprojektes des Künstlers Gunter Demnig die Verlegung von Stolpersteinen in Chemnitz. 2021 wurde er erneut mit einem Stefan-Heym-Förderpreis geehrt. Für sein ehrenamtliches Engagement zur Aufarbeitung der jüdischen Geschichte in Chemnitz wurde er 2025 durch den Oberbürgermeister Sven Schulze mit dem „Chemnitzer Ehrentaler“ ausgezeichnet.
Zu weiteren Forschungsschwerpunkten gehört die Geschichte der Stadt Mittweida. 2019 wurde ihm durch den Oberbürgermeister die Ehrennadel der Stadt Mittweida in „Silber“ in Anerkennung der Verdienste zum Wohle der Stadt Mittweida verliehen.

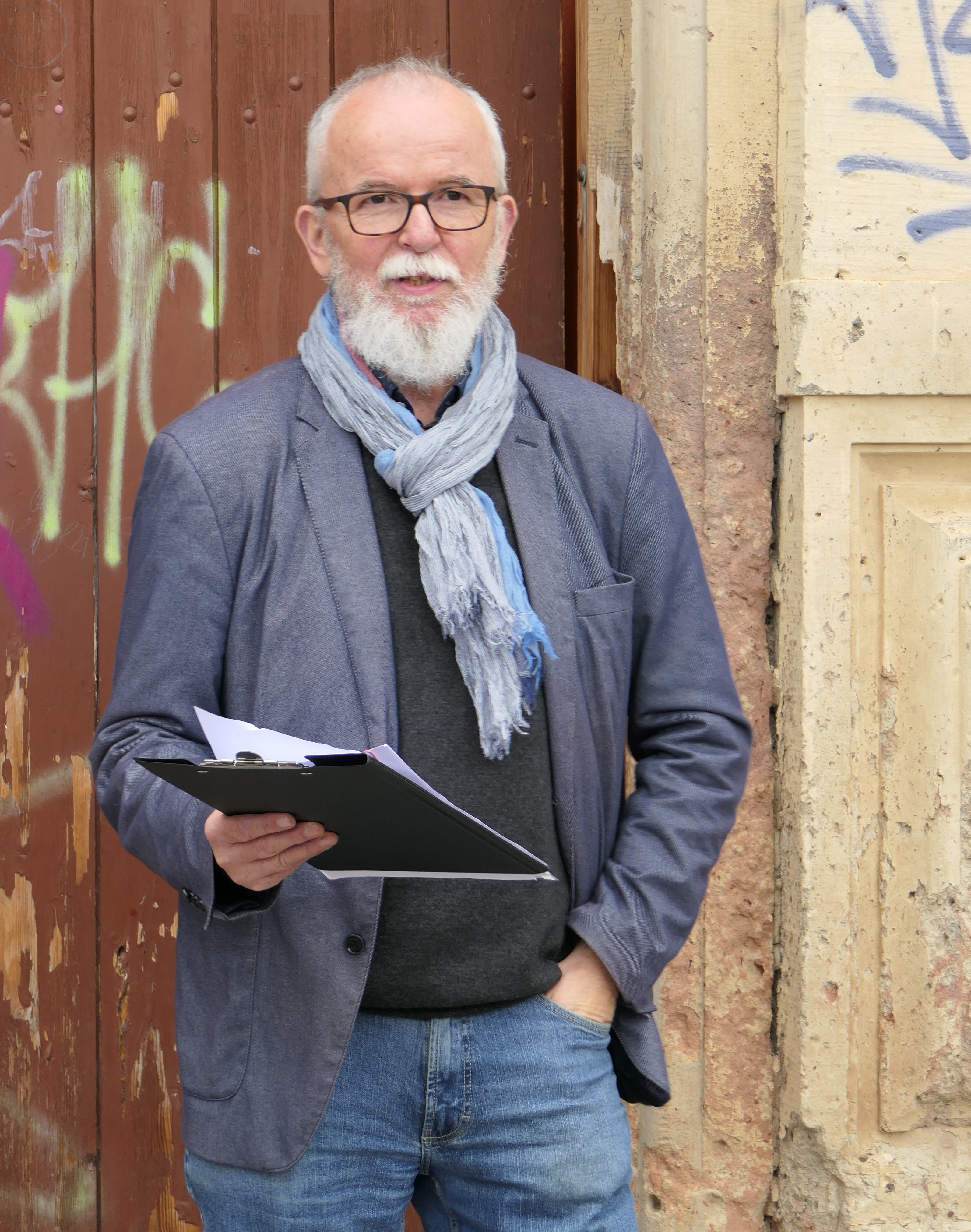
Jürgen Nitsche (2018)

## Publikationen (Auswahl)
- Georg Manasse: Schockens Generaldirektor. Unternehmer – Sozialdemokrat – Pazifist, Berlin 2013, ISBN 978-3-942271-95-0
- Juden in Mittweida. Eine Spurensuche, Mittweida 2018, ISBN 978-3-00-058501-2
- gemeinsam mit Ruth Röcher: Juden in Chemnitz – Die Geschichte der Gemeinde und ihrer Mitglieder. Dokumentation und Memorbuch, 2019, ISBN 978-3-930382-66-8
- Geschichte des Schocken Verlags - Kultur aus dem Kaufhaus, in: Cicero, 23. August 2024